# دينيس بيل (كرة سلة)
دينيس بيل (بالإنجليزية: Dennis Bell)‏ مواليد 2 يونيو 1951 في سينسيناتي، هو لاعب كرة سلة أمريكي معتزل. بدأ مسيرته الاحترافية في سنة 1973. تم اختياره من قبل فريق نيويورك نيكس خلال الدرافت. حمل الرقم 46. يبلغ طوله 6 قدم 5 بوصة (2.0 م). اعتزل اللعب في 1978.

## روابط خارجية
- دينيس بيل على موقع إن بي أي (الإنجليزية)
- دينيس بيل على موقع سبورتس رفرنس (الإنجليزية)
- دينيس بيل على موقع كلية كرة السلة في سبورتس رفرنس.كوم (الإنجليزية)
- دينيس بيل على موقع ريلجم (الإنجليزية)
- دينيس بيل على موقع بروبوليرز (الإنجليزية)